# Sindano
Sindano ist ein Verwaltungsbezirk (englisch Ward) des Distrikts Masasi in der tansanischen Region Mtwara.

## Geografie
Sindano liegt im Südosten von Tansania etwa 45 Kilometer Luftlinie südöstlich der Distrikthauptstadt Masasi. Das größte Gewässer ist der Fluss Rovuma, der die Grenze zu Mosambik bildet. Der Bezirk grenzt im Norden an Namalenga, im Osten an Mchauru, im Süden an Mosambik und im Westen an Lipaso und Mbuyuni. Bei der Volkszählung 2022 lebten 6368 Menschen in 1954 Haushalten auf einer Fläche von 227 Quadratkilometern.

## Gliederung
Der Bezirk besteht aus vier Gemeinden (Mtaa) mit 21 Orten (Kitongoji):
| Sindano - Namanje - Nachuwira - Mkapita - Mkombero - Mtapahi | Luatala - Mpuhiya - Ndendemama - Lulemba - Ligamba - Kachulu - Matola | Ulungu - Ndomoni - Mtimatimape - Namonde - Ulungu - Ng’uni | Lichehe - Tupendane - Chipapa - Mitindawala - Mkwajuni - Mgwagule |

## Infrastruktur
- Bildung: Die Sindano Secondary School ist eine staatliche weiterführende Schule.[8] Sie bildet Jugendliche von fünf Dörfern im Umkreis von bis zu 25 Kilometern aus. Im Schuljahr 2019/2020 förderte die gemeinnützige Organisation Tanzania Development Trust die Fertigstellung eines wissenschaftlichen Labors.[9]
- Gesundheit: Im Bezirk gibt es eine öffentliche Apotheke.[10]